# Black hat
Black hat è un hacker malintenzionato o con intenti criminali. Si contrappone a white hat in quanto, diversamente da questi, mantiene segrete le proprie conoscenze sulle vulnerabilità e gli exploit che trova riuscendo a inserirsi in un sistema o in una rete non per aiutare i proprietari a prendere coscienza di un problema di sicurezza, come fanno i white hat nel rispetto quindi dell'etica degli hacker, ma violando illegalmente sistemi informatici, anche senza vantaggio personale.
Black hat SEO può essere sempre definito un hacker, ma qui il termine viene utilizzato in riferimento alla SEO, ossia all'ottimizzazione per i motori di ricerca (dall'inglese Search Engine Optimization). Nel caso della black hat SEO, i proprietari di siti web attuano una serie di pratiche illecite per ottenere un buon posizionamento nel ranking dei motori di ricerca, eludendo e violando le linee guida degli stessi.
Il nome "black hat" proviene dalla convenzione del cinema western a far indossare cappelli neri ai personaggi negativi. Un "black hat" si impegna nell'hacking con intenti malevoli, mirando a compromettere sistemi e minare la sicurezza informatica, spesso coinvolgendo la pirateria online e il furto di identità. Questi individui sono comunemente chiamati "cracker".

## Caratteristiche
Molti black hat promuovono la libertà individuale e l'accessibilità, senza autorizzazione, all'interno dei sistemi informatici, violando così la privacy. Cercano di trovare ed espandere i bug di sistema, utilizzano tecniche spam via mail fingendosi i detentori del conto bancario, postale o altro dei soggetti, con l'intento di truffarli e derubarli. Possono avere accesso ad un 0day-exploit. Nella maggior parte dei casi, un black hat lavora per causare un danno, o per prelevare informazioni private confidenziali e spesso per trarne profitti economici. Il black-hat hacking è l'atto di compromettere la sicurezza informatica di un sistema senza l'autorizzazione del proprietario, di solito con l'intento di accedere ai computer connessi alla rete.
Steven Levy dice dell'hacker: 
Per quando riguarda le azioni dei black hat seo, si riferisce a una serie di pratiche che vengono utilizzate per aumentare il posizionamento di siti web o di alcune pagine nei motori di ricerca attraverso tecniche che vanno contro i termini e al regolamento stabilito dai motori di ricerca stessi. Il termine "black hat" (cappello nero) è nato nei film occidentali per distinguere i "cattivi" (Black Hat) dai "bravi ragazzi", che indossavano cappelli bianchi (White Hat). Di recente, è usato più comunemente per descrivere hacker, creatori di virus e coloro che compiono azioni non etiche con i computer.